# Dolpa (distrito)
Pronunciação
Dolpa é um distrito da zona de Karnali, no Nepal.